# De Tomaso Mangusta
De Tomaso Mangusta är en sportbil, tillverkad av den italienska biltillverkaren De Tomaso mellan 1967 och 1971.

## Historik
De Tomaso Mangusta debuterade på bilsalongen i Turin 1966. Bilen hade en centralrörsram hämtad från företrädaren Vallelunga, men förstärkt för att kunna hantera en V8-motor från amerikanska Ford. Det påstås att namnet Mangusta (italienska för ”mungo”) kom till sedan De Tomaso haft problem med leveranser av motorer från Ford, som prioriterade Carroll Shelbys AC Cobra. Och mungon är ett av få djur som kan handskas med en kobra.
Karossen ritades av Giorgetto Giugiaro under hans tid hos Ghia. Den hade bland annat en ”motorhuv” bestående av två luckor som lyftes som fjärilsvingar över mittmotorn. Bilar avsedda för Europa hade en vältrimmad 289 cui motor, medan USA-bilarna fick nöja sig med en tamare 302 cui motor, anpassad till de stränga amerikanska bestämmelserna för avgasrening. USA-bilarna hade även annorlunda ”pop up”-strålkastare för att passa amerikansk lagstiftning.

## Motorer
| Modell | Motor             | Cylindervolym | Effekt | Bränslesystem           |
| ------ | ----------------- | ------------- | ------ | ----------------------- |
| Europa | 8-cyl V-motor ohv | 4727 cm³      | 305 hk | 4 Weber-förgasare       |
| USA    | 8-cyl V-motor ohv | 4942 cm³      | 230 hk | Enkel fyrportsförgasare |